# Классен, Иоханнес
Иоханнес Классен (нем. Johannes Classen, 21 ноября 1805, Гамбург — 31 августа 1891, Гамбург) — немецкий филолог-эллинист.
Сёрьёзно продвинулся в изучении Фукидида работой «Thukydides» (Б., 1862—1878). В издании Классена особо интересны примечания к тексту, как грамматические, так и реальные. Ему же, кроме биографий нескольких немецких учёных, принадлежат работы: «De grammaticae graecae primordiis» (Б., 1829) и «Beobachtungen über d. homer. Sprachgebrauch.» (Франкфурт-на-Майне, 1867).